# Racing Club de Strasbourg 1999-2000
Questa voce raccoglie le informazioni riguardanti il Racing Club de Strasbourg nelle competizioni ufficiali della stagione 1999-2000.

## Organigramma societario
Area direttiva
- Presidente: Patrick Proisy
- Vice presidente: Christian Deleau

Area organizzativa
- Segretario generale: Jean-Michel Colin

Area tecnica
- Direttore tecnico: Claude Le Roy fino al 27 novembre
- Allenatore: Pierre Mankowski, dal 27 novembre Claude Le Roy
- Allenatore in seconda: Jean-Marc Kuentz
- Preparatore atletico: Paul Quétin
- Preparatore dei portieri: Michel Ettorre

Area sanitaria
- Medico sociale: Dany Eberhardt, François Piétra
- Massaggiatori: Eric Moerckel

## Maglie e sponsor
Lo sponsor tecnico per la stagione 1999-2000 è Adidas, mentre lo sponsor ufficiali è Radiateurs Adler per il campionato e Carte Aurore per la Coppa di Francia.
| Manica sinistra · Manica sinistra · Maglietta · Maglietta · Manica destra · Manica destra · Pantaloncini · Calzettoni · Calzettoni | Manica sinistra · Manica sinistra · Maglietta · Maglietta · Manica destra · Manica destra · Pantaloncini · Calzettoni |